# Janez Gorišek
Janez Gorišek, slovenski gradbeni inženir, smučarski skakalec in športni delavec, * 13. september 1933, Ljubljana, † 20. ali 21. marec 2023.

## Življenjepis
Janez Gorišek je leta 1961 diplomiral na ljubljanski Fakulteti za gradbeništvo in geodezijo (FGG). Kot gradbenik se je med drugim posvetil tudi projektiranju in gradnji smučarskih skakalnic. Z bratom Vladom sta konstruirala letalnico bratov Gorišek v Planici, ki je bila zgrajena leta 1969. Zasnovala sta tudi olimpijski skakalni center na Malem polju na planini Igman nad Sarajevom za XIV. olimpijske zimske igre.
Za izgradnjo Planiške velikanke je leta 1968 skupaj z bratom prejel Bloudkovo nagrado. 
Skakalnice je v kasnejšem obdobju načrtoval skupaj s sinom Sebastjanom Goriškom.
Gorišek je bil tudi smučarski skakalec. Na svetovnem študentskem prvenstvu v smučarskih skokih je bil dvakrat prvi (1953, 1957). Leta 2015 je prejel naziv častni občan Šentjerneja, 24. maja 2016 pa tudi državno odlikovanje srebrni red za zasluge Republike Slovenije.

## Galerija konstruiranih skakalnic
- Letalnica bratov Gorišek (2005)
- Olimpijski smučarsko skakalni center Igman (2007)
- Vikersundbakken (načrt)

## Zaključeni projekti
- Kulm – Bad Mitterndorf, Avstrija (povečana/obnovljena)
- 1967–1969: Letalnica Bratov Gorišek – Planica, Slovenia
- 1973:  Heini-Klopfer-Shanze – Oberstdorf, Nemčija (povečana/obnovljena)
- 1982–1984: olimpijski skakalni center Igman – Igman, Bosna in Hercegovina
- 1987–1989: Große Olympiaschanze – Garmisch-Partenkirchen, Germany (povečana/obnovljena)
- 2009–2010: Kiremittepe Ski Jump – Erzurum, Turčija
- 2010–2011: Vikersundbakken – Vikersund, Norveška (povečana/obnovljena)

## Projekti v gradnji
- 2013: Letalnica Bratov Gorišek, Nordijski center Planica - Slovenia
- 2014: Kulm – Bad Mitterndorf, Austria (profile/renovated)